# Hans Steiner
Pour les articles homonymes, voir Steiner.
Hans Steiner, né le 7 janvier 1884 à Schwytz (originaire d'Ingenbohl) et mort le 8 septembre 1964 dans la même ville, est une personnalité politique et un juge suisse, membre du Parti conservateur-catholique.
Il est député du canton de Schwytz au Conseil national de fin 1919 à fin 1924, puis juge au Tribunal fédéral, qu'il préside en 1943-1944.

## Biographie

### Origines et famille
Hans Steiner naît le 7 janvier 1884 à Schwytz. Il est originaire d'Ingenbohl, dans le même canton.
Son père, Klemenz Steiner, est architecte ; sa mère est née Magdalena Hediger. Le peintre Fridolin Steiner (de) est son oncle paternel.
Il épouse Dora Schuler, fille d'un banquier, en 1913. La conseillère nationale Elisabeth Blunschy est leur fille.

### Études
Après l'école primaire à Schwytz et le gymnase à Feldkirch, dans le Vorarlberg en Autriche, et Schwytz, il fait des études de droit aux universités de Zurich, Berlin et Fribourg-en-Brisgau, conclues par un doctorat en 1909, sous la direction d'August Egger (de).
Après s'être spécialisé en droit romain, il obtient son habilitation à l'Université de Zurich en 1914.

### Parcours professionnel et universitaire
Il exerce comme avocat à Schwytz de 1911 à 1924.
Il enseigne en parallèle à l'Université de Zurich comme privat-docent de 1914 à 1920 et comme professeur titulaire de droit romain de 1918 à 1920.

### Parcours politique
Il est membre du Conseil communal (exécutif) de Schwytz de 1918 à 1922 et député au Conseil cantonal de Schwytz de 1920 à 1925.
Il siège au Conseil national, sous les couleurs du Parti conservateur-catholique de 1919 à 1924. Il s'y distingue en prononçant en mars 1922 un important discours pour s'opposer à la convention passée avec la France sur les zones franches (anciennes zones franches de la Haute-Savoie et du pays de Gex), rejetée par 81,5 % des voix en votation populaire en février 1923,.

### Juge au Tribunal fédéral
Il est élu juge au Tribunal fédéral par l'Assemblée fédérale le 11 décembre 1924, en remplacement de feu Émile Perrier. 
Il y siège au sein de la Cour de droit public jusqu'au 1er novembre 1951 et le préside en 1943-1944.

### Mort
Il meurt le 8 septembre 1964 à Schwytz, à l'âge de 80 ans, au terme d'une longue maladie.